# Geli Raubal
Angela "Geli" Raubal (Linz, 4 de junho de 1908 — Munique,18 de setembro de 1931) foi a segunda filha de Leo Raubal e Angela Raubal, meia sobrinha de Adolf Hitler.

## Biografia
Houve rumores que ela era amante de Hitler. Segundo estes rumores ela foi levada ao suicídio pelo alto grau de controle que Hitler exercia sobre ela nessas suas relações amorosas. Rumores também dizem que Geli foi a grande paixão da vida de Hitler.
Hitler conheceu pela primeira vez Geli, quando foi a Linz a visitar a sua meia irmã Angela. Ali, Angela apresentou Hitler a seu esposo e seus filhos, entre os quais se encontrava a recém chegada bebê, Geli. Depois da morte de seu esposo, Angela trasladou-se com seus filhos a Viena, onde Hitler também visitá-la-ia.
Depois do fracassado golpe de Estado que Hitler e seu partido tentaram em 1923, e de cumprir uns meses de condenação no cárcere em Landsberg, no verão de 1925, Hitler, que tinha a proibição de falar em público, se dedicou exclusivamente a escrever. Retirou-se à montanha, alugando a uma viúva de Hamburgo uma vila em Obersalzberg, Berchtesgaden, ao sul da Alemanha, na Alta Baviera. Uma vez ali, Hitler convidou a sua meia irmã viúva para tratar-lhe da administração da casa. Angela trasladou-se da Áustria com suas filhas, Field e Geli. Ali, Geli teve a ocasião de conhecer seu tio, então já famoso no terreno da política alemã.
Naquele tempo Geli tinha 17 anos, tendo uma personalidade graciosa e viva, e desde o princípio sentiu um grande respeito por seu tio, enquanto Hitler, desde o primeiro momento, sentia por ela um amor morboso e obsessivo.

### Relação com Hitler
Segundo alguns historiadores, Geli converteu-se em seu grande amor. Logo que Hitler dispunha de tempo livre, corria para estar a seu lado. Hitler desfrutava de ir ao teatro, à ópera, ou às compras com Geli. Supostamente só os de seu círculo mais próximo sabiam a ciência verdadeira da natureza dessa relação e ocultavam aos demais o que Hitler sentia por sua sobrinha. Cedo estenderam-se rumores de que ele estava a ter um romance com sua jovem sobrinha, coisa que Hitler, enfurecido, desmentia.
A relação com Hitler cedo se tornou para Geli demasiado possessiva por parte de seu tio, tirando-lhe toda a iniciativa e liberdade, até tornar-se arrogante. Geli sentia-se muito oprimida, Hitler controlava todos os aspectos de sua vida, tendo um forte fanatismo por sua sobrinha, a tal ponto que lhe proibiu qualquer tipo de amizade ou independência própria. Tanto foi o assédio que Geli sofreu que mostrou a Hitler o interesse de abandonar a Alemanha, para partir novamente para a Áustria, onde estudaria música. Segundo relatos de Otto Strasser, Geli Raubal teria participado de sessões de caráter sadomasoquista com Adolf Hitler, incluindo episódios em que ela supostamente urinava sobre ele. No entanto, tais alegações são contestadas por historiadores. Ian Kershaw, por exemplo, afirma que "as histórias sinistras de práticas sexuais pervertidas, espalhadas por Otto Strasser, devem ser vistas como propaganda anti-hitlerista fantasiosa de um verdadeiro inimigo político". Dada a conhecida rivalidade de Strasser com Hitler, seus relatos são frequentemente considerados parciais e pouco confiáveis pelas fontes acadêmicas. 

### Relação com Emil Maurice
Geli conheceu e se apaixonou pelo motorista dele, Emil Maurice. Quando Hitler descobriu, fez com que Geli escrevesse uma carta terminando o romance. Depois disso, ela só era vista com o tio. Eles iam para todos os lugares juntos, frequentavam o teatro e restaurantes juntos. As pessoas na época achavam que eles eram amantes. Com o incentivo de Hitler, Geli abandonou a medicina para abraçar a carreira de cantora. Otto Strasser contou que, em 1931, a paixão de Hitler por Geli se tornara obsessiva. Ela foi proibida de conhecer outros jovens, e Strasser alegou que Geli havia lhe confidenciado a natureza sombria dos desejos sexuais de Hitler.

### Sua misteriosa morte
No dia 17 de setembro de 1931, na moradia do número 16 da Prinzregentenplatz de Munique, Geli supostamente suicidou-se. Hoje em dia o endereço abriga uma delegacia, entre outras coisas para evitar que se converta em local de peregrinação para grupos neonazis. Após uma discussão com Geli, Hitler trasladou-se em seu automóvel desde Munique a Hamburgo. Desde a janela de sua casa, Geli assoma-se à janela e grita: "Então, não me deixas ir a Viena?", Hitler responde enfurecido um claro "Não!" e vai-se embora. Estando Hitler atravessando a cidade de Nuremberga, inteira-se por um homem chamado Hess de que Geli tinha se suicidado com um disparo no coração com a pistola, modelo Walther, do próprio Hitler. Antes de suicidar, Geli deixa uma carta a seu maestro de canto de Viena. Correram rumores de que o suicídio de Geli teve como motivo uma gravidez não desejada, mas o historiador Werner Maser demonstrou que não existem razões para pensar que Hitler tivesse algo que ver no suicídio de Geli ocorrido em 1931. Werner afirma que foi ele o responsável por sua gravidez. Teoria que ficou descartada uma vez se ter comprovado que Geli não estava grávida. Ademais, Hitler sustentava uma relação com Eva Braun, uma jovem de 19 anos, desde pelo menos dois anos antes da morte de Geli. Alguns historiadores diziam que Geli suicidou-se por ciúmes de Eva Braun, mas isso foi logo desmentido, pois Hitler estava completamente apaixonado por sua sobrinha.

### Efeitos em Hitler
O tempo passado ao lado de Geli marcou a vida de Hitler, ao ponto de que comparava cada nova mulher que conhecia com a perdida Geli. Sua dor foi tão profunda que encerrou a sua habitação em Prinzregentenstrasse. Durante vários dias, Hitler falou de suas próprias intenções de suicidar-se, e descobriu que já não podia comer carne: "É como comer um cadáver", afirmava, segundo testemunhas. Algumas fontes afirmam que Hitler se fez vegetariano a partir deste facto, mas a verdade é que, já desde 1924 poucas vezes Hitler comia carne. Este episódio destroçou emocionalmente Hitler, que optou por seguir o mesmo caminho e tentou suicidar-se, mas seu fiel amigo e secretário Rudolf Hess conseguiu tirar-lhe a pistola das mãos no último minuto. Mais tarde, Hitler diria: "É a única mulher que tenho querido". Segundo os mais experientes historiadores de Hitler, Geli e sua mãe Klara Hitler foram as duas únicas pessoas que tiveram um fator emocional determinante na vida de Hitler.
Hitler fez uma estátua a Geli e, todos os anos, no aniversário de sua morte, fechava-se durante horas no quarto da falecida Geli, onde passava horas, olhando suas roupas, fotos e demais lembranças. Até o princípio da guerra, Hitler também passou as vésperas de Natal sozinho nesse quarto. Sempre na cama de Geli, Hitler depositava flores de forma afetiva. Só Anny Kramer-Winter, a dona-de-casa de Hitler a partir de 1929 até 1945, e ele, entravam naquele quarto. Qualquer outra pessoa tinha o acesso proibido. A cada aniversário de seu nascimento e de sua morte, Hitler depositava um ramo de flores aos pés de um quadro de sua sobrinha. Durante toda a guerra, retratos de Geli se conservaram no Berghof e na Chancelaria do Reich, até o final da guerra. Aquele golpe foi terrível para o futuro líder da Alemanha nazista e, após este facto, virou-se determinadamente para a política, sustentando unicamente relações com Eva Braun, a assistente do estudo fotográfico de Heinrich Hoffmann.